# Loggia dei Pescioni
La Loggia dei Pescioni, encore appelée Loggia di San Gaetano, se situe à l'angle des rues de' Pescioni et de' Pecori, à Florence.
Lors de la continuation du cloître du monastère contigu de l'église San Gaetano, le portique de la loggia se trouvait sur le jardin  qui s'étendait sur cette zone, avant que soient ouvertes les voies actuelles à l'époque du réaménagement urbanistique de Florence, le Risanamento.
La loggia, composée de quatre arcades à colonnes en pietra serena d'ordre toscan, est fermé de vitrages et est employée par un restaurant,  et le cloître contigu, en espace commercial après avoir été un temps un garage.